# Ludo Van Der Linden
Ludo Van Der Linden (ur. 27 stycznia 1951 w Herentals – zm. 14 grudnia 1983 w Lier) – belgijski kolarz szosowy, dwukrotny medalista mistrzostw świata.

## Kariera
Pierwszy sukces w karierze Ludo Van Der Linden osiągnął w 1970 roku, kiedy zdobył srebrny medal w wyścigu ze startu wspólnego podczas mistrzostw świata w Leicesterze. W zawodach tych wyprzedził go jedynie Duńczyk Jørgen Schmidt, a trzecie miejsce zajął kolejny Belg – Tony Gakens. Na rozgrywanych rok później mistrzostwach świata w Mendrisio wspólnie z Gustaafem Hermansem, Gustaafem Van Cauterem i Louisem Verreydtem zdobył złoty medal w drużynowej jeździe na czas. Na tych samych mistrzostwach był siódmy w wyścigu ze startu wspólnego amatorów. Ponadto w 1970 roku wygrał wyścig Bruksela-Opwijk, Gandawa-Ypres oraz GP Bodson, a także był drugi w klasyfikacji generalnej Ronde van België amatorów. W 1977 roku zajął jedenaste miejsce w klasyfikacji generalnej Vuelta a España. Nigdy nie wystąpił na igrzyskach olimpijskich. Jako zawodowiec startował w latach 1972-1978.